# Radio Acheruntia
Radio Acheruntia (o AKR) è un'emittente radiofonica FM regionale fondata nel 1977 con sede ad Acri (Cosenza) italiana.

## La storia
Radio Acheruntia inizia le trasmissioni sperimentali nell'autunno del 1976 per poi continuare, dal 1977, in modo professionale senza nessuna interruzione, migliorandosi e restando al passo con le evoluzioni tecnologiche per mantenere a livello alto la qualità delle trasmissioni.
Il suo segnale irradiato da Acri copre, oltre il capoluogo, la provincia cosentina esclusa la costa tirrenica.
Le trasmissioni sono di solito in diretta ed autoprodotte, comprese percorribilità delle strade, meteo, e collegamenti con il municipio in occasione delle adunanze del consiglio comunale. Radio Acheruntia è la prima emittente radiofonica calabrese a trasmettere un Consiglio Comunale in diretta.
Il palinsesto si presenta caratterizzato da una sostanziale omogeneità, evidenziando, quelli che sono i successi del momento, adatto pertanto, ad un pubblico di tutte le età.
Momenti di interattività con gli ascoltatori si registrano nei programmi musicali a richiesta, con la partecipazione tramite dirette telefoniche e negli ultimi anni attraverso i vari social network.
L'informazione è garantita da otto edizioni di quotidiane di giornale radio con notizie prevalentemente di carattere locale, non manca, comunque, l'informazione regionale e quella nazionale, le stesse sono reperite attraverso fonti dirette, con uno sguardo a internet ed a vari quotidiani.

## Speaker
Conduttori che attualmente trasmettono su Radio Acheruntia
- Angelo Capalbo
- Piero Cirino
- Francesco Spina
- Franco Bifano
- Angelo Ragusa
- Piero Benvenuto
- Andrea Sposato

## Staff
Soci : Aldo Pellegrino – Angelo Scaramuzzo (fondatore) – Cosmo Spina (fondatore) – Osvaldo Azzinnari

## Sito
Nel 2000 la prima pagina di www.radioakr.it.
Dal 2008 è disponibile sul sito lo streaming sia radio che vide, oltre a notizie di informazione locale.